# Almas en pena (serie de televisión)
Almas en pena es una serie web de thriller y terror psicológico venezolana creada por Martín Hahn y José Simón Escalona y producida por RCTV International. La primera temporada que consta de 13 episodios se estrenó en streaming a través de Prime Video el 18 de junio de 2020, convirtiéndose en la primera producción de RCTV en llegar a plataformas de streaming. La serie se encuentra disponible desde el 29 de junio de 2020 de forma gratuita en México, a través de Tubi.
La trama gira en torno a—diez youtubers que son invitados a descubrir la verdad acerca de leyendas urbanas—. Durante la primera temporada se cuentan historias como— La Sayona, El Tunche y la Tunda—. Está protagonizada por Raquel Yánez como Clementina López, Ángel Casallas como Vicente, Hecham Alhadwa como Xunta, junto a Dubraska Soto como Monik, Jaime Riera como Miguel Serrano, Luis Main como Santiago,  Carlos Piñango como Kalín, Andrés Santana como Chino Antoni, Gibson Domínguez como Benéo, Andrés Moros como Óscar Molina, Katherine Gámez como Silvana, Naomi de Oliveira como Saskia, Jessica Armanio como Viannei, y Juan Carlos Martínez como Jacek Valdéz.

## Episodios
| N.º | Título                             | Fecha de lanzamiento original |
| --- | ---------------------------------- | ----------------------------- |
| 1 | «La Sayona»                        | 18 de junio de 2020           |
| La leyenda de la Sayona, narra como una mujer celosa mató a su madre quien la maldijo antes de morir y desde entonces vaga por las carreteras buscando a hombres infieles. |                                    |                               |
| 2 | «La niña de los ojos de fuego»     | 18 de junio de 2020           |
| Esta leyenda mexicana narra la llegada de una familia a una casa donde aparece una criatura con ojos encendidos que subyuga a la niña recién llegada, haciéndola matar al padre, al hermano y cuando intenta acabar con la madre, la mujer enloquecida mata a su propia hija.                                                          |                                    |                               |
| 3 | «El tunche maligno»                | 18 de junio de 2020           |
| El Tunche es un ser que vaga por las noches oscuras de la selva, como alma en pena, unos dicen que es un ave, otros que es un brujo o un espíritu que goza aterrorizando a la gente; sin embargo, no es ni bueno ni malo, es en sí el balance entre ambas cosas que refleja el verdadero ser de las personas con las que se encuentra. |                                    |                               |
| 4 | «El espíritu de la casa encantada» | 18 de junio de 2020           |
| En un viejo hotel vaga el espíritu de Felicia, quien degolló a su sirvienta porque se acostaba con su marido, y éste en venganza la decapitó. Ahora Rebeca, huésped desleal al marido es asediada por el espíritu de Felicia. |                                    |                               |
| 5 | «La Tunda, la hija del diablo»     | 18 de junio de 2020           |
| La Tunda es una mujer monstruo que atrae a las personas hacia el monte; el 'entunde' es el embrujo o hechizo con el que mantiene a sus víctimas encantadas. La Tunda "envenena" a jóvenes inocentes, con camarones podridos para dejarlos en un extraño "entundamiento".                                                               |                                    |                               |
| 6 | «La Planchada»                     | 18 de junio de 2020           |
| Esta leyenda cuenta las apariciones de una enfermera enamorada de un médico que la abandona por otra cuando se iban a casar. Eulalia no aguantó la tristeza y se ahorcó. Desde entonces purga ese pecado ayudando a otras víctimas. |                                    |                               |
| 7 | «El Sombreron»                     | 18 de junio de 2020           |
| Un enano siniestro que lleva un enorme sombrero aparenta ser un galán que canta rancheras y enloquece a las mujeres que elige poseer. |                                    |                               |
| 8 | «La mujer encadenada»              | 18 de junio de 2020           |
| Esta leyenda relata la historia de Iraida, a quien su marido creyéndola endemoniada, la encadenó hasta dejarla morir de mengua. El alma en pena atrae a los hombres para que la desaten y matarlos. |                                    |                               |
| 9 | «La casa de los muertos»           | 18 de junio de 2020           |
| Un videojuego propone sobrevivir a los espantos para encontrar unas morocotas enterradas en una casa infernal. Santiago participa en este juego mortal hasta la adicción. |                                    |                               |
| 10 | «El ahorcado»                      | 18 de junio de 2020           |
| El ahorcado cuenta la leyenda de un militar que se ahorcó por el desamor de una mujer. Quien profane sus cenizas, sentirá deseos de ahorcarse y vendrá el militar a ponerles la cuerda. |                                    |                               |
| 11 | «La Calchona»                      | 18 de junio de 2020           |
| La Calchona usa brebajes para convertirse en animal. El padre al descubrir sus malas artes destruye las pociones sin que la mujer pueda recuperar su apariencia humana. |                                    |                               |
| 12 | «Espíritus inmundos»               | 18 de junio de 2020           |
| Esta leyenda nos recuerda que el día de los muertos no se deben abrir las puertas al inframundo, ya que de allí salen los espíritus inmundos. |                                    |                               |
| 13 | «Ánimas del Purgatorio»            | 18 de junio de 2020           |
| Al no poder olvidar a los que han partido buscan comunicarse con sus almas en pena. |                                    |                               |